# АНТ-11
АНТ-11 — проєкт морського важкого бомбардувальника-торпедоносця, розробка його проводилась з 1929 року в ОКБ А. Н. Туполєва.

## Конструкція
АНТ-11 — літаючий човен з бортовими поплавцями чи спонсонами для поперечної стійкості. Передбачалося розміщення телескопічної щогли для встановлення вітрила. На початку 30-х років так оснащували літаки для експлуатації у Північних районах, серед них Південь-1 та «Рорбах». Передбачався стабілізатор і електропідігрів торпедоскидачів, що переставляється в польоті.